# Fântânele (Arad)
Fântânele is een Roemeense gemeente in het district Arad.

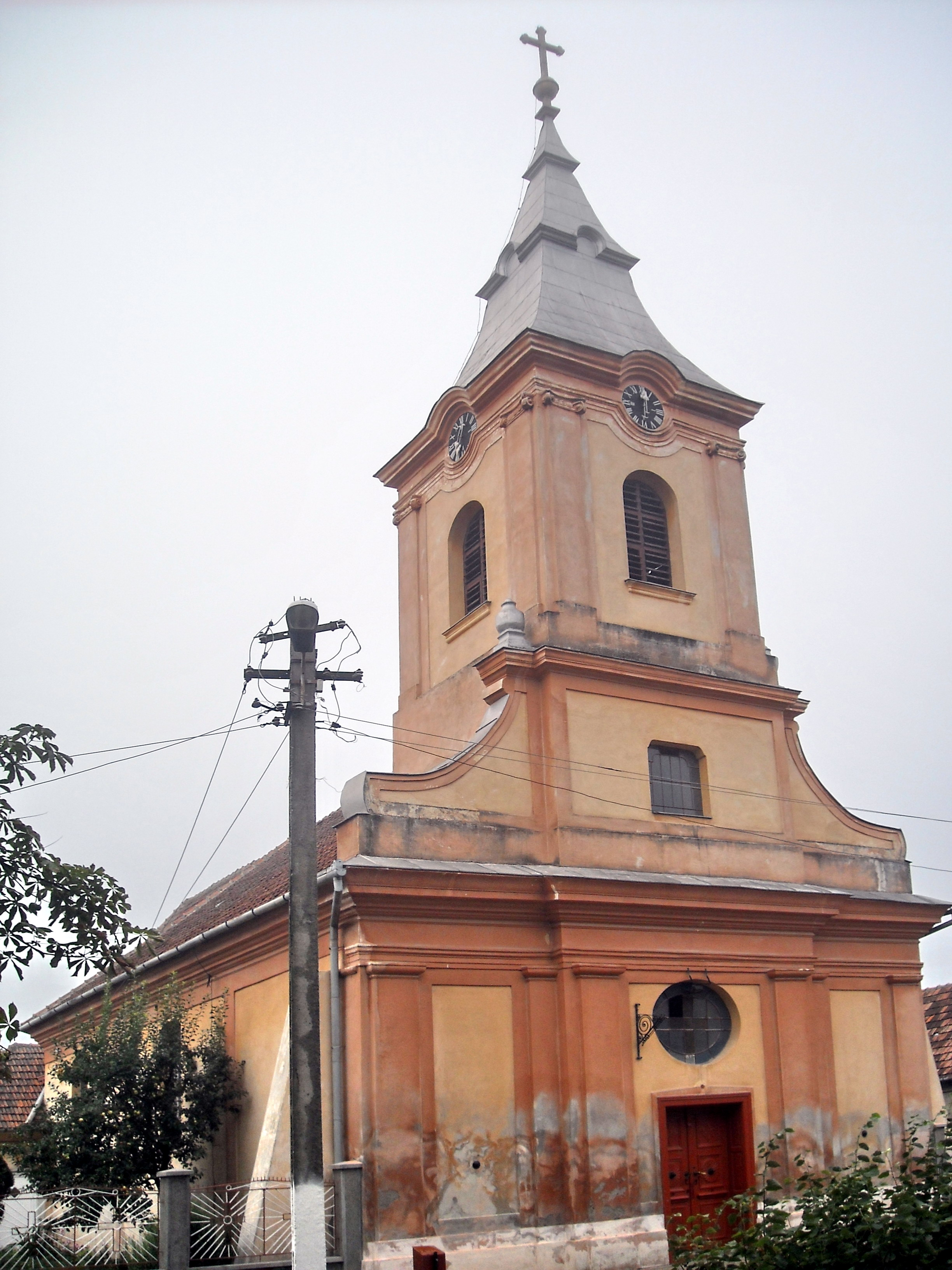
Kerk in Fântânele

Fântânele telt 3460 inwoners.